# 粒江パーキングエリア

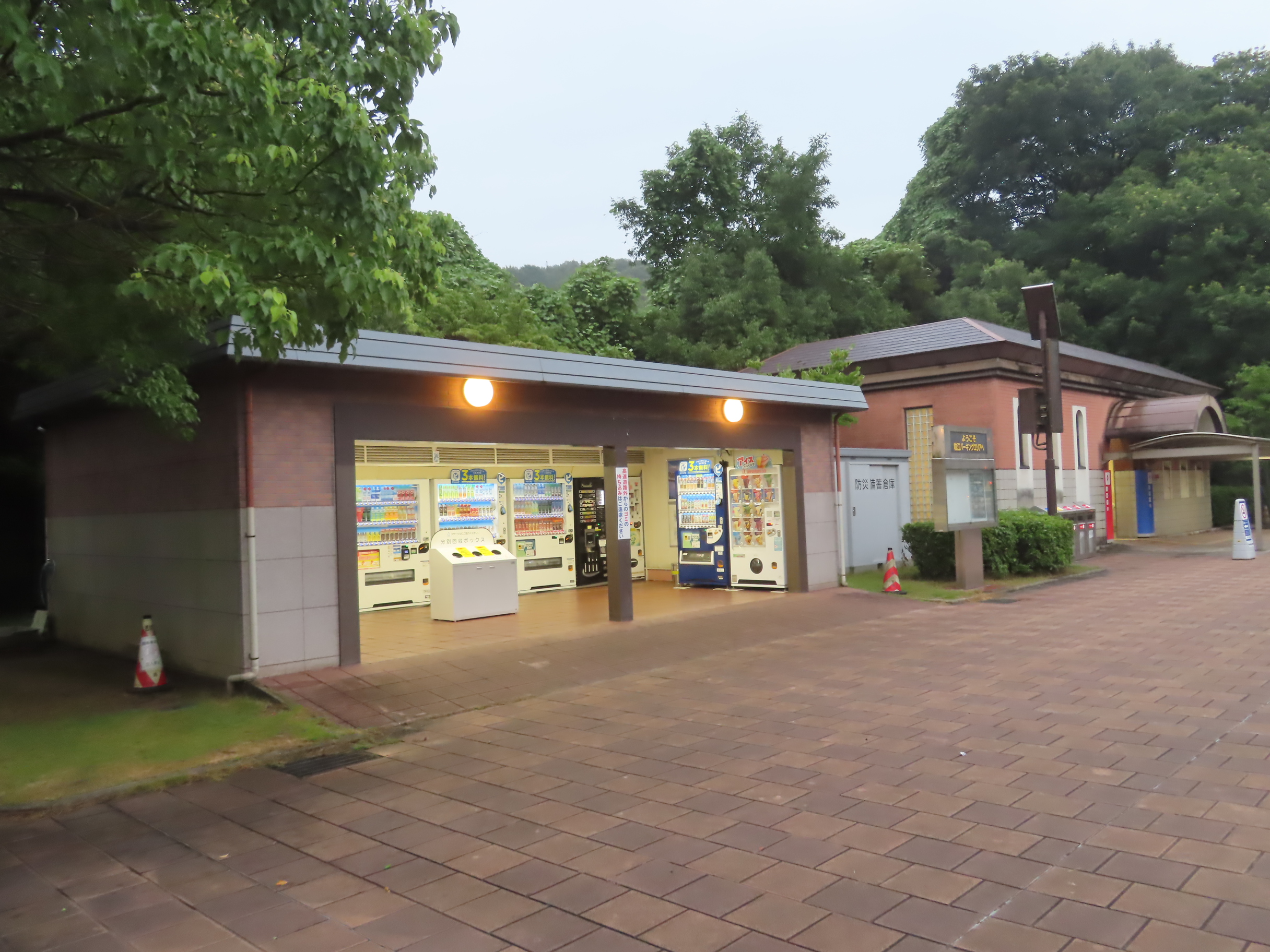
下り線施設

粒江パーキングエリア（つぶえパーキングエリア）は、岡山県倉敷市粒江にある瀬戸中央自動車道のパーキングエリアである。

## 施設

### 上り線（岡山）方面
- 駐車場
  - 大型 15台
  - 小型 34台
  - トレーラー 2台
  - 車椅子用 1台
- トイレ
  - 男性 大2（和式?、洋式?）、小5
  - 女性 5（和式?、洋式?）
  - 車椅子用 1
- 自動販売機

### 下り線（坂出）方面
- 駐車場
  - 大型 15台
  - 小型 31台
  - トレーラー 2台
  - 車椅子用 1台
- トイレ
  - 男性 大2（和式?、洋式?）、小5
  - 女性 5（和式?、洋式?）
  - 車椅子用 1
- 自動販売機

## 備考
本PA付近の本線上には「日本海←→太平洋中間地点」と書かれた標識が設置されている。これは1997年に岡山自動車道が開通したことで鳥取県と高知県が高速道路で結ばれることとなったが、米子自動車道米子ICと、その当時の高知自動車道の終点である伊野ICとの間（286.4km）の中間地点付近に本PAが存在しているためである。

## 隣
E30 瀬戸中央自動車道
(1)早島IC/TB - 有城南BS - 粒江PA - (2)水島IC